# Til husbehov
|  | Denne artikel er oprettet af botten PalnaBot ud fra en ekstern database. Den kan derfor have sproglige fejl eller mangler. Denne skabelon kan fjernes efter kontrol af indholdet. |

Til husbehov er en film instrueret af Theodor Christensen efter eget manuskript.

## Handling
Filmen er et indslag i diskussionen om Danmarks produktion af boliger. Boligministeriets Produktivitetsudvalg har givet Theodor Christensen frie hænder til at udforme dette diskussionsindlæg og har ikke på forhånd taget stilling til de i filmen fremsatte synspunkter.